# Rhoogeton
Rhoogeton é um género botânico pertencente à família Gesneriaceae.

## Espécies
- Rhoogeton cyclophyllus
- Rhoogeton leeuwenbergianus
- Rhoogeton panamensis
- Rhoogeton viviparua
- Rhoogeton viviparus